# Gianfranco Giachetti
Gianfranco Giachetti (27 de septiembre de 1888 - 29 de noviembre de 1936) fue un actor teatral y cinematográfico italiano.

## Biografía

### Inicios
Nacido en Florencia, Italia, formó parte artísticamente de Venecia donde se trasladó con su familia siendo niño. Siendo muy joven actuó en obras de teatro de aficionados hasta que, en 1914, actuó en la compañía de Ferruccio Benini pasando, tras la Primera Guerra Mundial, a la de Giovan Battista Bosio, con la que empezó a ser valorado gracias a sus actuaciones en algunas obras de Carlo Goldoni.

### El éxito
En 1920 fundó una compañía propia, la Ars Veneta, en la que actuaron y se formaron importantes intérpretes como Cesco Baseggio, Carlo Micheluzzi, Emilio Baldanello y los hermanos Gino y Gianni Cavalieri. Prosiguió su carrera trabajando con éxito en obras de Goldoni, Giacinto Gallina y Gino Rocca. Dotado de una refinada cultura e inteligencia, Giachetti podía mostrar el lado más oscuro y menos sentimental de personajes patéticos y aparentemente inocuos - fue Buganza en Nina, no far la stupida, de Arturo Rossato y Gian Capo - , siendo considerado el fundador de una casta de actores venecianos que trabajaron con él y que continuaron, incluso tras su prematura muerte, con la tradición del teatro veneciano. Entre dichos actores figuran, además de los ya citados, Cesare Polacco y Margherita Seglin.

### Cine
Con la llegada del cine sonoro empezó a trabajar para la industria cinematográfica, debutando en 1932 en Figaro e la sua gran giornata, de Mario Camerini, siguiendo, hasta el momento de su prematura muerte, como protagonista de diferentes películas, aunque no se le puede considerar realmente como un actor cinematográfico. Entre sus películas figuran 1860 (1934), de Alessandro Blasetti, que también lo dirigiría en Vecchia guardia (1934) y Aldebaran (1935). Curiosamente se le puede ver en una producción rodada casi veinte años después de su muerte, C'era una volta Angelo Musco, film sobre la vida y la carrera del gran actor siciliano.
Gianfranco Giachetti falleció en Roma, Italia, en 1935, a causa de una enfermedad renal.

## Selección de su filmografía
- Figaro e la sua gran giornata, de Mario Camerini (1932)
- La cantante dell'Opera, de Nunzio Malasomma (1932)
- Cercasi modella, de Emmerich Wojtek Emo (1932)
- Acqua cheta, de Gero Zambuto (1933)
- La voce lontana, de Guido Brignone (1933)
- Cento di questi giorni, de Augusto Camerini y Mario Camerini (1933)
- La mia vita sei tu, de Pietro Francisci (1935)
- Lisetta, de Carl Boese (1934)
- Paprika, de Carl Boese (1934)
- 1860, de Alessandro Blasetti (1934)
- Vecchia guardia, de Alessandro Blasetti (1934)
- Aldebaran, de Alessandro Blasetti (1935)
- Amore, de Carlo Ludovico Bragaglia (1936)
- C'era una volta Angelo Musco, de Giorgio Walter Chili (1953)